# Sakarya (město)
Sakarya (turecky Adapazarı) je město v Turecku, hlavní město Sakaryjské provincie v Marmarském regionu. V roce 2009 zde žilo 402 310 obyvatel.
Město je sídlem továrny na výrobu automobilů značky Toyota a podniku na výrobu příští generace tureckých vysokorychlostních vlaků EUROTEM. V Sakarye sídlí fotbalový klub Sakaryaspor, který v sezóně 2012/13 hrál až třetí nejvyšší soutěž v Turecku.